# Gambetta (Paris metro)
Gambetta är en tunnelbanestation i Paris metro som öppnades 1905. Stationen är uppkallad efter Place Gambetta som i sin tur fått sitt namn efter den franske statsmannen Léon Gambetta. Två linjer trafikerar stationen, linje 3 samt den korta linjen 3bis. År 1969 stängdes station Martin Nadaud som bara låg 232 meter väster om Gambetta och delar av den stationen integrerades med Gambetta. År 1971 fick linjen till Porte des Lilas ett nytt namn, 3bis, och separerades från den forna linje 3. Samma år förlängdes linje 3 till nya slutstationen Gallieni.

## Galleri

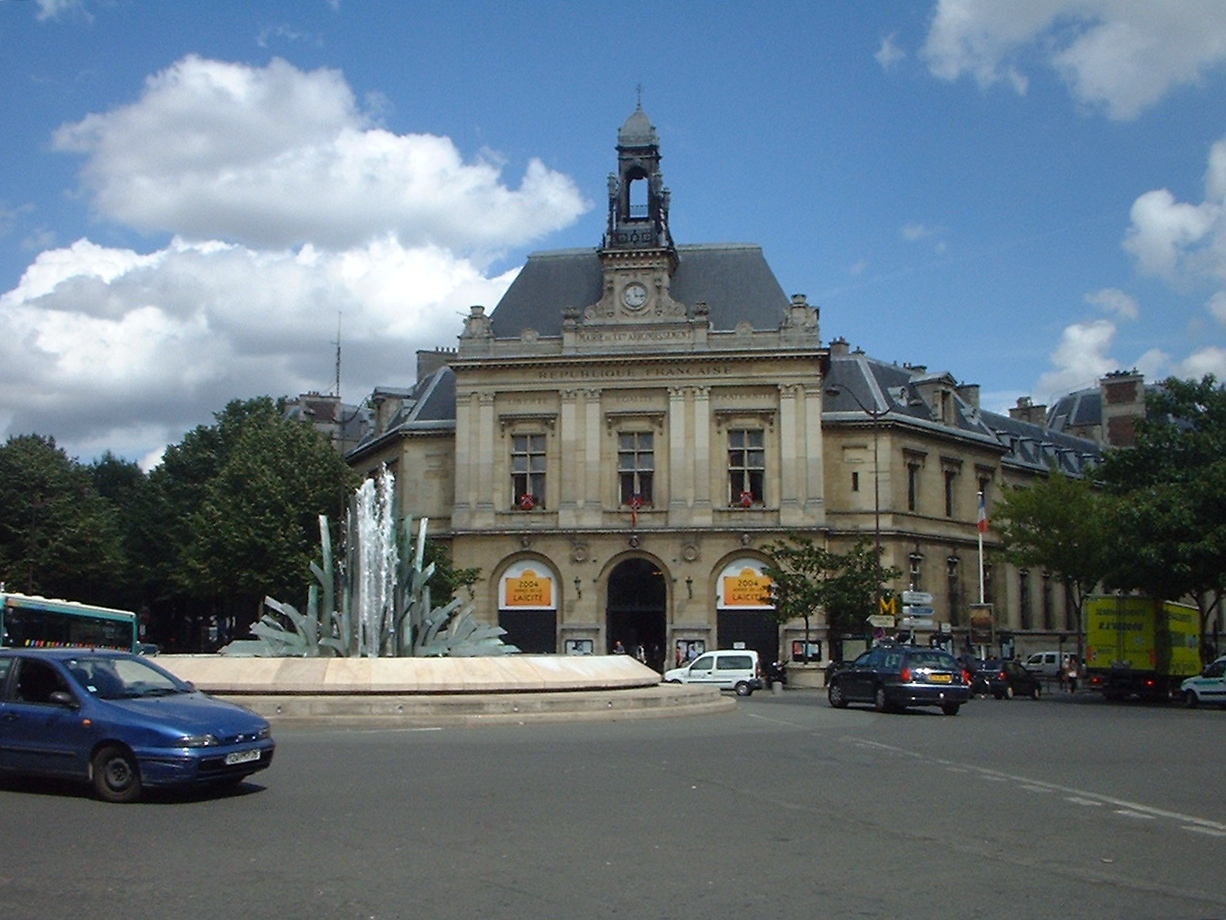
Place Gambetta ovanför stationen.
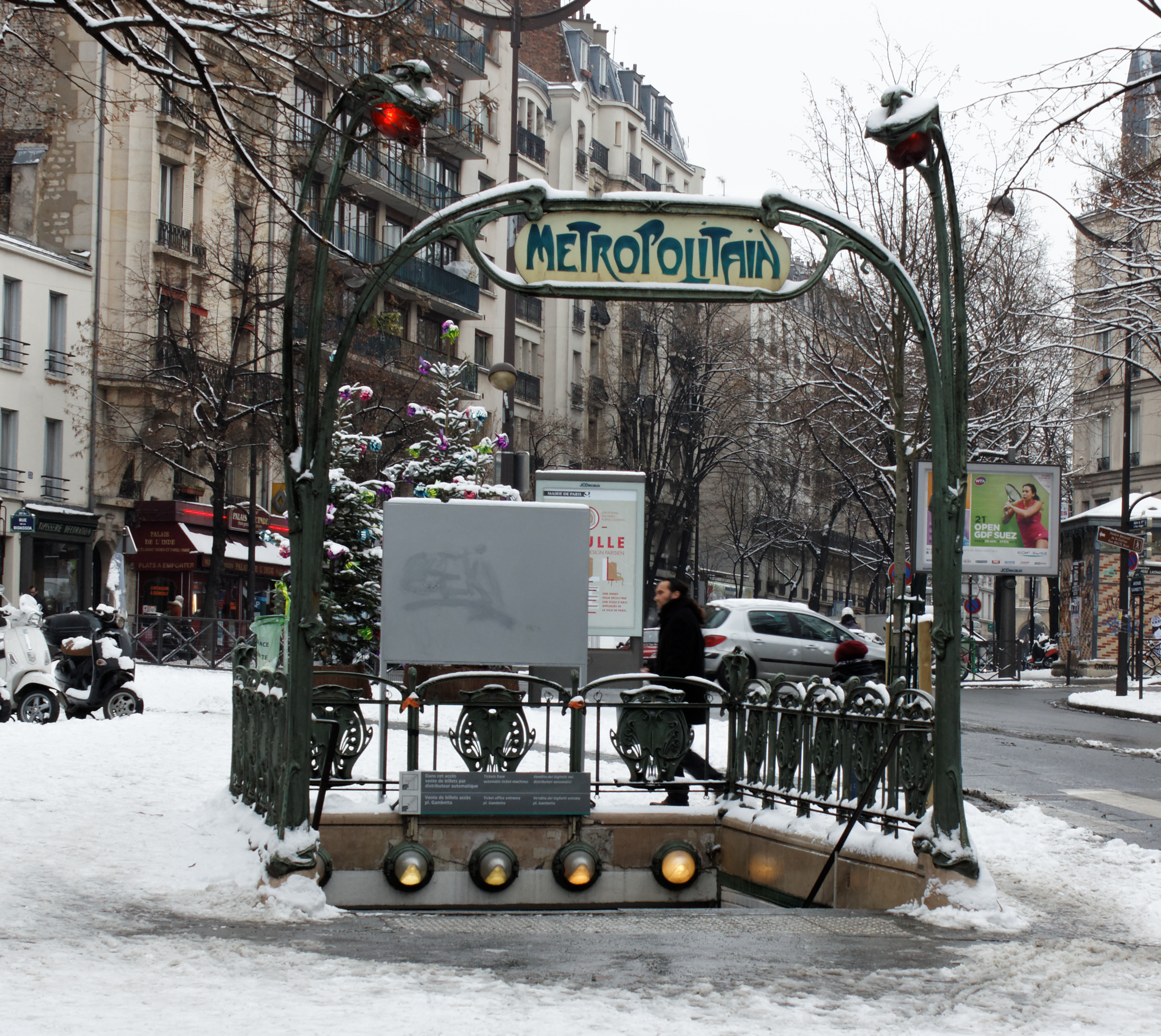
Place Martin Nadaud.
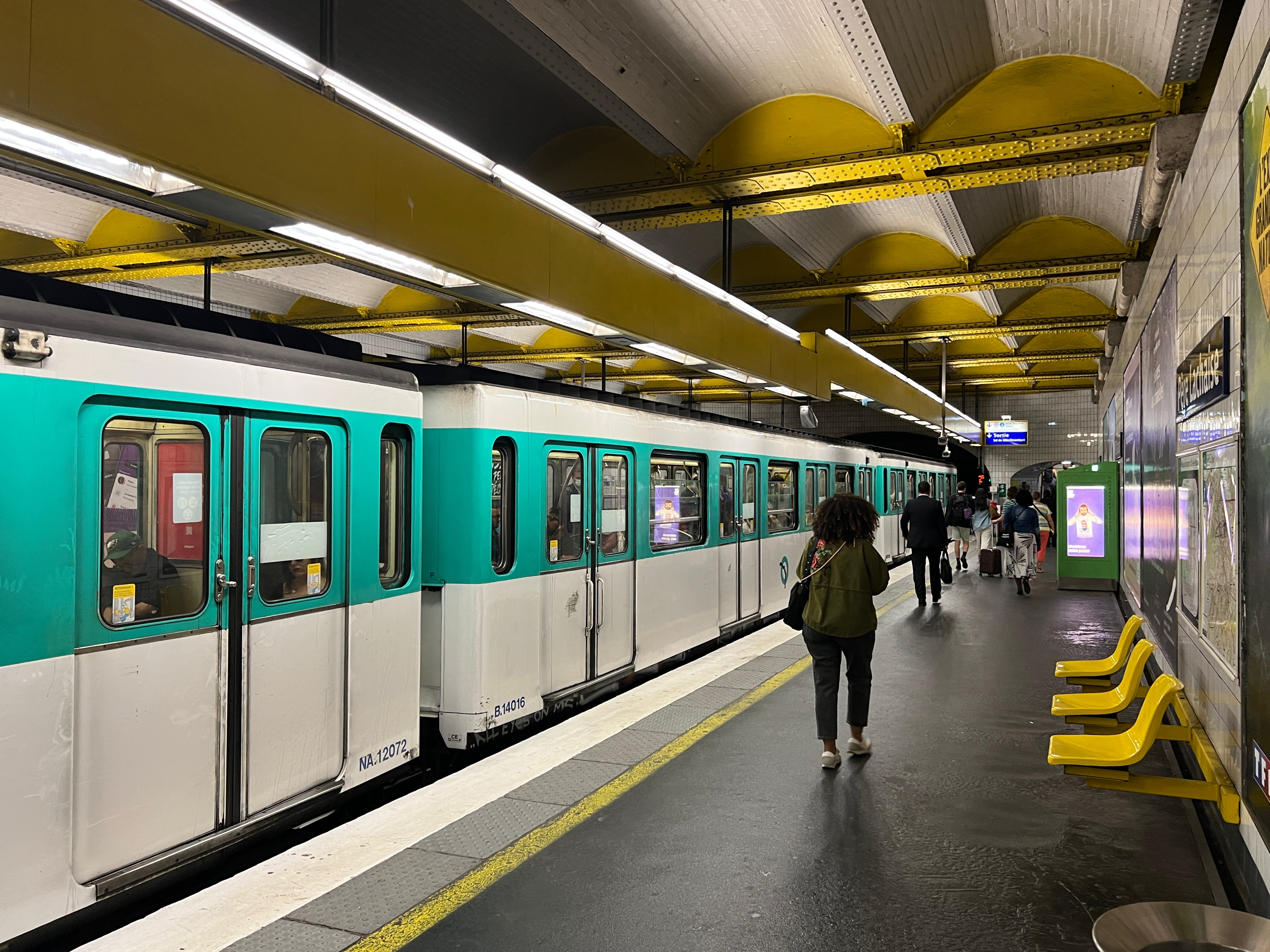
Linje 3.
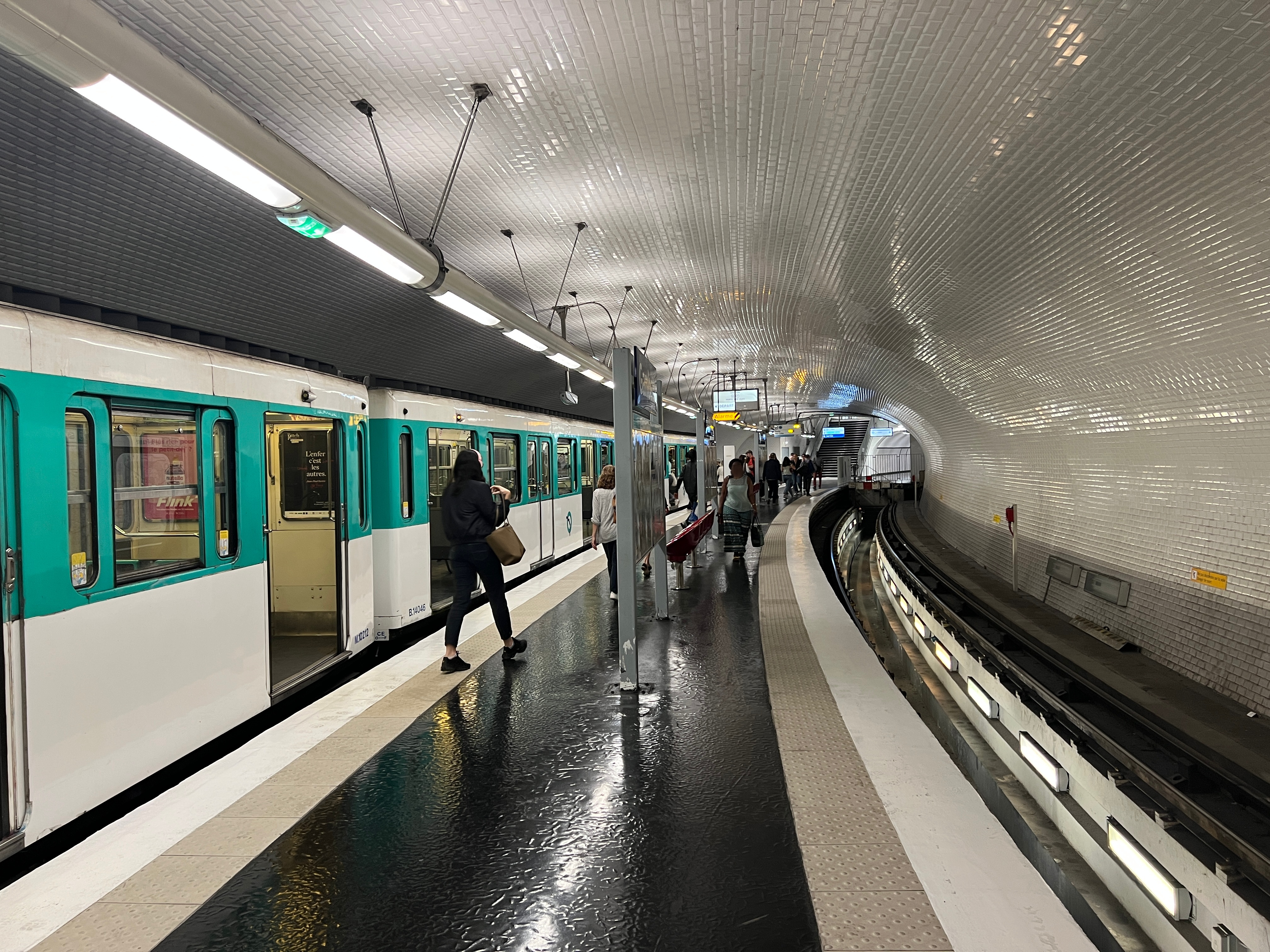
Linje 3bis.